# Glock 33
Glock 33 — это компактая версия пистолета Glock, разработанная для калибра .357 SIG.
Glock 33 имеет известную конструкцию, основанную на полимерной рамке и металлическом слайде.
Основные характеристики:
- Калибр: .357 SIG
- Длина ствола: около 3.4 дюймов (86 мм)
- Общая длина: примерно 6.5 дюймов (165 мм)
- Вес: около 23.65 унций (670 г) без патронов
- Емкость магазина: обычно 9 или 10 патронов

Особенности:
- Компактные размеры делают Glock 33 удобным для скрытого ношения.
- Высокая сила остановки благодаря калибру .357 SIG.
- Надежная система и простота в использовании.

- Материал: Полимерная рамка для легкости и прочности.
- Система запирания: Использует механизм с перекрывающимся затвором.
- Безопасность: Стандартные механизмы: спусковая, безопасная и задняя.

Варианты Glock 33
Вариантов Glock 33 немного, но можно выделить:
- Glock 33 Gen4: Современная версия с улучшенной эргономикой и дополнительными функциональными возможностями.
- Кастомные версии: Пользователи могут модифицировать пистолет для нужд, добавляя аксессуары.

Примечания
- Применение: Идеален для самообороны и службы в правоохранительных органах.
- Обслуживание: Регулярная очистка и проверка механики обеспечивают долговечность.
- Сопоставимость: Совместим с некоторыми аксессуарами других моделей Glock.

Glock 33 популярен среди правоохранительных органов и гражданских пользователей, занимающихся самообороной.